# Belleville (Parigi)

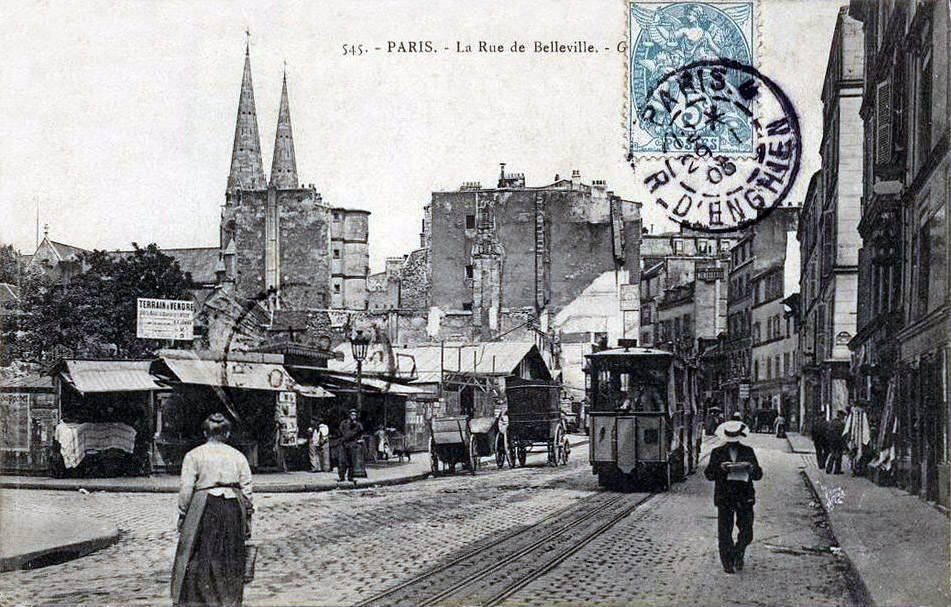
La rue de Belleville a inizio Novecento

Belleville è il 77º quartiere amministrativo di Parigi, situato nel XX arrondissement, nella zona orientale della città.
L'antico comune di Belleville si estendeva anche nella parte sud dell'odierno XIX arrondissement e, in piccola parte, nel X e nell'XI. A ridosso del quartiere si trova il cimitero di Père-Lachaise.
Secondo la leggenda, sugli scalini del portone situato al 72 di rue Belleville nacque Édith Piaf, come riporta la lastra commemorativa inaugurata qualche anno dopo la morte della cantante da Maurice Chevalier. Tuttavia gli archivi parigini riportano che la nascita avvenne all'Ospedale Tenon, in Rue de Chine 4, nei pressi di Belleville.
Da sempre quartiere operaio (negli ultimi anni imborghesito), punto di incontro di culture diverse, è stato spesso connotato come centro di vitalità, colori, multiculturalità. Vi si svolgono le vicende narrate in molti dei romanzi di Daniel Pennac (ciclo di Malaussène), che vive nel quartiere medesimo.

Belleville, 2021